# 山口哲夫 (詩人)
山口 哲夫（やまぐち てつお 1946年8月6日-1988年5月29日）は日本の詩人。

## 生涯
昭和21年8月6日、新潟県三島郡越路町来迎寺に生まれる。
昭和40年4月、早稲田大学第一文学部日本文学科入学とともに上京。以後、石神井公園、鶴巻町、江古田など、下宿を移り住む。映画に夢中になり、昭和43年頃、「映画評論」にやくざ映画論等を投稿する。
昭和44年、友人に勧められて詩作をはじめ、「現代詩手帖」に投稿する。
昭和45年1月、第十回現代詩手帖賞受賞。選者は寺山修司、渋沢孝輔、鈴木志郎康。この頃より、金石稔、熊倉正雄、帷子耀、芝山幹郎らの同人誌「騒々」の寄稿者となる。
昭和46年8月、第一詩集『童顔』を刊行。
昭和49年11月、平出隆、稲川方人、河野道代と会い、翌50年3月刊行の彼らの詩誌「書紀」の寄稿者となる。
昭和50年1月から3月末にかけて、サンケイ新聞年鑑局に臨時校閲係として勤務。この頃、競馬好きの友人たちと「黒馬会」を結成、秘密結社と称し、会長を務める。同会は競走馬のペーパー・オーナーとなって成績を競いあう集りで、哲夫は昭和60年まで例会に参加した。哲夫の発病後の昭和62年に、会は散会した。
昭和51年、稲川方人、平出隆らと「野球団ファウルズ」（現・「クーパースタウン・ファウルズ・ボウル・クラブ」）を結成、監督兼捕手を務める。
昭和51年10月、第二詩集『妖雪譜』を書紀書林より刊行。帯文は吉増剛造。
昭和51年12月、荒川洋治、稲川方人、河野道代、古賀忠昭、日高美智子、平出隆、正木千恵子、松本邦吉と同人詩誌「邪飛」を創刊。
昭和53年8月、新鋭詩人シリーズの一冊として『山口哲夫詩集』を思潮社より刊行。解説は吉増剛造。
昭和61年2月、直腸癌により手術を受け、人工肛門となる。ただし、癌ということは最後まで知らされなかった。
昭和62年春、癌再発。8月下旬、腎臓への転移が確認される。医師は、回復は絶望的との診断により、会社勤めの継続を勧め、翌年1月の入院間際まで職務に携わった。
昭和63年1月26日、尿毒症で危機を迎え、入院。28日、病状が友人たちに知らされる。稲川方人、平出隆、河野道代が新詩集刊行を発案、31日、平出よりこれを勧められ、同意する。2月1日、発行が小沢書店に託される。
昭和63年2月中旬、尿毒症によって危篤。15日頃より、奇蹟的に危機を脱す。その後、詩集の刊行に向けて、新作、改作、校正などに取り組む。
昭和63年4月15日頃より容体悪化、5月19日には昏睡状態に入る。
昭和63年5月29日、死去。享年41歳。